# ملعب الجامعة العبرية
ملعب الجامعة العبرية في القدس (بالعبرية:אצטדיון גבעת רם) ، هو ملعب مخصص لرياضات كرة القدم والألعاب المختلفة، وتعود ملكيتها للجامعة العبرية في مدينة القدس المحتلة.

## استضافات سابقة
استضاف ملعب الجامعة دورة ألعاب بارالمبية الصيفية المخصصة لذوي الاحتياجات الخاصة عام 1968، وذلك بعد احتلال القدس الشرقية بسنة، كما أستضاف بطولة كأس الأمم الآسيوية عام 1964.